# Stratená (národní přírodní rezervace)
Stratená je národní přírodní rezervace v oblasti Slovenský ráj.
Nachází se v katastrálním území obcí Dobšiná, Dedinky a Stratená v okrese Rožňava v Košickém kraji. Území bylo vyhlášeno či novelizováno v roce 1976 na rozloze 678,65 ha. Ochranné pásmo nebylo stanoveno.
Rezervace chrání tiesňavovité údolí řeky Hnilec, ve kterém se nacházejí různé geomorfologické formy, podzemní krasové fenomény a jeskyně. Dále jsou zachovány pestré biocenózy bučin, jedlobučin a reliktních borů, s výskytem vzácného rostlinstva a živočišstva. Území se svými krasovými výtvory a vegetační rozmanitostí patří k nejcennějším na Slovensku.